# Alexandre Eremenko
Pour les articles homonymes, voir Eremenko.
Alexandre Eremenko (né en 1954 à Kharkiv, Ukraine; ukrainien : Олександр Емануїлович Єременко   , transcription: Olexandr Emanuilowitsch Jeremenko) est un mathématicien ukrainien - américain qui travaille dans les domaines de l'analyse complexe et des systèmes dynamiques.

## Famille
Il est le petit-neveu d'un maréchal de l'Union soviétique Andreï Ieremenko. Son fils Paul Eremenko (en) (1979-) est un cadre chercheur notamment chez Airbus et Google.

## Carrière académique
Eremenko est né dans une famille médicale. Son père Emmanuel Berger (uk) était physiopathologiste, professeur et chef du département de physiopathologie de l'Université nationale de médecine de Ternopil. Sa mère Neonila Eremenko (uk) était ophtalmologiste. Il a obtenu sa maîtrise de l'Université de Lviv en 1976 et a travaillé à l'Institut Verkine de physique et d'ingénierie des basses températures (en) à Kharkiv jusqu'en 1990. Il a obtenu son doctorat de l'Université d'État de Rostov en 1979 avec une thèse intitulée Asymptotic Properties of Meromorphic and Subharmonic Functions (Propriétés asymptotiques des fonctions méromorphes et sous-harmoniques) sous la direction de Naum Landkof et Anatolii Goldberg et il est actuellement professeur distingué à l'Université Purdue. 
En dynamique complexe, Eremenko a exploré les ensembles d'échappement (en) à l'itération de fonctions entières et transcendantes et a supposé que les composants connectés de cet ensemble d'échappement sont illimités (conjecture d'Eremenko). La conjecture est toujours ouverte.

## Distinctions
Eremenko a reçu le Prix de recherche Humboldt de mathématiques. En 2013, il est devenu membre de l'American Mathematical Society, pour «ses contributions à la théorie de la distribution des valeurs, à la théorie des fonctions géométriques et à d'autres domaines d'analyse et de dynamique complexe». Il a été conférencier invité au Congrès international des mathématiciens de Pékin en 2002, avec une conférence intitulée « Value distribution theory and potential theory ».

## Publications
- avec Walter Hayman, On the length of lemniscates, Michigan Math. J., (1999),  vol. 46, no. 2, 409–415 .
- (coll.) Eleven papers on differential equations, AMS 1985 (éd Lev Leifman).
- Entire and meromorphic solutions of ordinary differential equations, in Complex Analysis I, Encyclopaedia of Mathematical Sciences 98, Springer Verlag 1997.
- Préface de A. Goldberg, I. Ostrovskii: Distribution of values of meromorphic functions. American Mathematical Society, 2008.

## Voir également
- Lemniscate polynomiale (en)
- Train gravitationnel